# Chrysso viridiventris

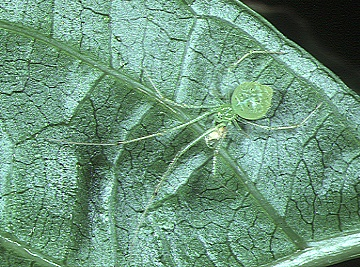
Vrouwtje

Chrysso viridiventris là một loài nhện trong họ Theridiidae.
Loài này thuộc chi Chrysso. Chrysso viridiventris được Hajime Yoshida miêu tả năm 1996.